# Иван Каталинић
Иван Каталинић (17. мај 1951, Трогир) је бивши југословенски фудбалер и актуелни хрватски тренер, који је играо на позицији голмана.

## Клупска каријера
Током лета 1970. године Каталинић је потписао свој први професионални уговор са Хајдуком, али је више од годину дана чекао на дебитантску утакмицу. Било је то 29. септембра 1971. у реванш утакмици првог кола Купа шампиона против Валенсије, када је заменио Радомира Вукчевића. Тек у сезони 1975/76. постаје стандардан на голу Хајдука, што траје до сезоне 1978/79. коју пропушта скоро целу због обавезног служења војног рока. У Хајдуку је играо још једну сезону. Са Хајдуком је освојио 4 првенства Југославије и 5 купова Југославије, и тако био део Хајдука у једном од најуспешнијих периода у историји тог клуба. Након Хајдука, Каталинић прелази у Саутемптон где остаје све до 1983. године.

## Репрезентативна каријера
За репрезентацију Југославије дебитовао је 30. јануара 1977. против Колумбије у Боготи. За репрезентацију је одиграо 13 мечева за непуних 16 месеци.

## Тренерска каријера
Каталинић се из Саутемптона вратио у Хајдук, где је званично био голман, иако ниједном није улазио у игру, и тренер голмана. Године 1993. постаје први тренер Хајдука, са којим убрзо осваја Куп Хрватске. Сезоне 1993/94. Хајдук под његовим вођством осваја прву и једину до сада дуплу круну у Хрватској, а наредне сезоне довео је Хајдук до четвртфинала Лиге шампиона где је испао од каснијег освајача Ајакса. Године 1995. напушта Хајдук, и након тога је променио доста клубова, што у Хрватској, што у иностранству. Последњи клуб који је водио је Шибеник 2016. године.

## Трофеји

### Као играч
- Првенство Југославије: 1970/71, 1973/74, 1974/75, 1978/79.
- Куп Југославије: 1971/72, 1972/73, 1973/74, 1975/76, 1976/77.

### Као тренер
- Прва лига Хрватске: 1993/94, 1994/95.
- Куп Хрватске: 1992/93, 1994/95.
- Суперкуп Хрватске: 1993, 1994, 2004.